# Wereldkampioenschap voetbal 2018 (Groep F) Mexico - Zweden
Dit artikel gaat over de wedstrijd in de groepsfase in groep F tussen Mexico en Zweden die gespeeld werd op woensdag 27 juni 2018 tijdens het wereldkampioenschap voetbal 2018. Het duel was de tweeënveertigste wedstrijd van het toernooi.

## Voorafgaand aan de wedstrijd
- Mexico stond bij aanvang van het toernooi op de vijftiende plaats van de FIFA-wereldranglijst.[1]
- Zweden stond bij aanvang van het toernooi op de vierentwintigste plaats van de FIFA-wereldranglijst.[2]
- Deze confrontatie tussen de nationale elftallen van Mexico en Zweden was de tiende in de historie.[3]
- Het duel vond plaats in het Centraal Stadion in Jekaterinenburg. Dit stadion werd in 1957 geopend en kan 44.130 toeschouwers herbergen.

## Wedstrijdgegevens[4]
| Datum                | 27 juni 2018                                                                                         | 27 juni 2018                                                                                         |
| Wedstrijdnummer      | 42                                                                                                   | 42                                                                                                   |
| Stadion              | Centraal Stadion, Jekaterinenburg                                                                    | Centraal Stadion, Jekaterinenburg                                                                    |
| Toeschouwers         | 33.061                                                                                               | 33.061                                                                                               |
| Scheidsrechter       | Néstor Pitana                                                                                        | Néstor Pitana                                                                                        |
| Assistenten          | Hernán Maidana Juan Pablo Belatti                                                                    | Hernán Maidana Juan Pablo Belatti                                                                    |
| Vierde official      | Andrés Cunha                                                                                         | Andrés Cunha                                                                                         |
| Videoscheidsrechters | Mauro Vigliano Carlos Astroza (assistent) Gery Vargas (assistent) Wilton Pereira Sampaio (assistent) | Mauro Vigliano Carlos Astroza (assistent) Gery Vargas (assistent) Wilton Pereira Sampaio (assistent) |
| Man van de wedstrijd | Ludwig Augustinsson                                                                                  | Ludwig Augustinsson                                                                                  |
|                      | Mexico                                                                                               | Zweden                                                                                               |
| Doelpunten           | 0 | 3 |
| Gele kaarten         | 3 | 2 |
| Rode kaarten         | 0 | 0 |
| Wissels              | 3 | 3 |
| Schoten op doel      | 3 | 5 |
| Schoten naast doel   | 8 | 7 |
| Overtredingen        | 14                                                                                                   | 11                                                                                                   |
| Hoekschoppen         | 7 | 3 |
| Buitenspel           | 2 | 0 |
| Balbezit (%)         | 65                                                                                                   | 35                                                                                                   |

| Mexico | 0 – 3           | Zweden |
| | goals (assists) | 50' Ludwig Augustinsson (Viktor Claesson) 62' (pen.) Andreas Granqvist 74' (e.d.) Edson Álvarez                                                                                  |
| Juan Carlos Osorio | bondscoach      | Janne Andersson |
| Guillermo Ochoa Edson Álvarez Carlos Salcedo Héctor Moreno Jesús Gallardo 65' Andrés Guardado 75' Héctor Herrera Miguel Layún 89' Carlos Vela Hirving Lozano Javier Hernández | opstellingen    | Robin Olsen Mikael Lustig Victor Lindelöf Andreas Granqvist Ludwig Augustinsson Viktor Claesson 57' Sebastian Larsson 80' Albin Ekdal Emil Forsberg 68' Marcus Berg Ola Toivonen |
| Marco Fabián 65' Jesús Corona 75' Oribe Peralta 89' | wissels         | 57' Gustav Svensson 68' Isaac Thelin 80' Oscar Hiljemark |
| Jesús Gallardo 1' Héctor Moreno 61' Miguel Layún 86' | gele kaarten    | 26' Sebastian Larsson 88' Mikael Lustig |
| | rode kaarten    | |